# Plioviverrops
Il plioviverrope (gen. Plioviverrops) è un mammifero carnivoro estinto, appartenente agli ienidi. Visse tra il Miocene inferiore e il Pliocene inferiore (circa 16 - 5 milioni di anni fa) e i suoi resti fossili sono stati ritrovati in Europa e in Asia. 

## Descrizione
Questo animale, benché imparentato con le odierne iene, doveva assomigliare più a una mangusta, o forse a uno zibetto. Anche le dimensioni erano molto ridotte: l'altezza al garrese non raggiungeva i 30 centimetri, e la lunghezza arrivava a stento ai 60 centimetri. La dentatura, in ogni caso, ricordava quella delle iene primitive come Protictitherium, anche se nei molari e premolari vi era una riduzione della porzione tagliente e un aumento di numero di cuspidi alte e penetranti. Plioviverrops non possedeva artigli retrattili, e doveva camminare in una postura digitigrada. 

## Classificazione
Plioviverrops è considerato uno dei più antichi e primitivi rappresentanti della famiglia degli ienidi. Analogamente a Protictitherium, Plioviverrops si sviluppò nel corso del Miocene inferiore e prosperò a lungo, fino a estinguersi all'inizio del Pliocene, circa 10 milioni di anni dopo la sua comparsa. Di questo animale si conoscono varie specie, tra le quali le tardo mioceniche Plioviverrops orbignyi e P. faventinus (quest'ultima rinvenuta in Italia). 

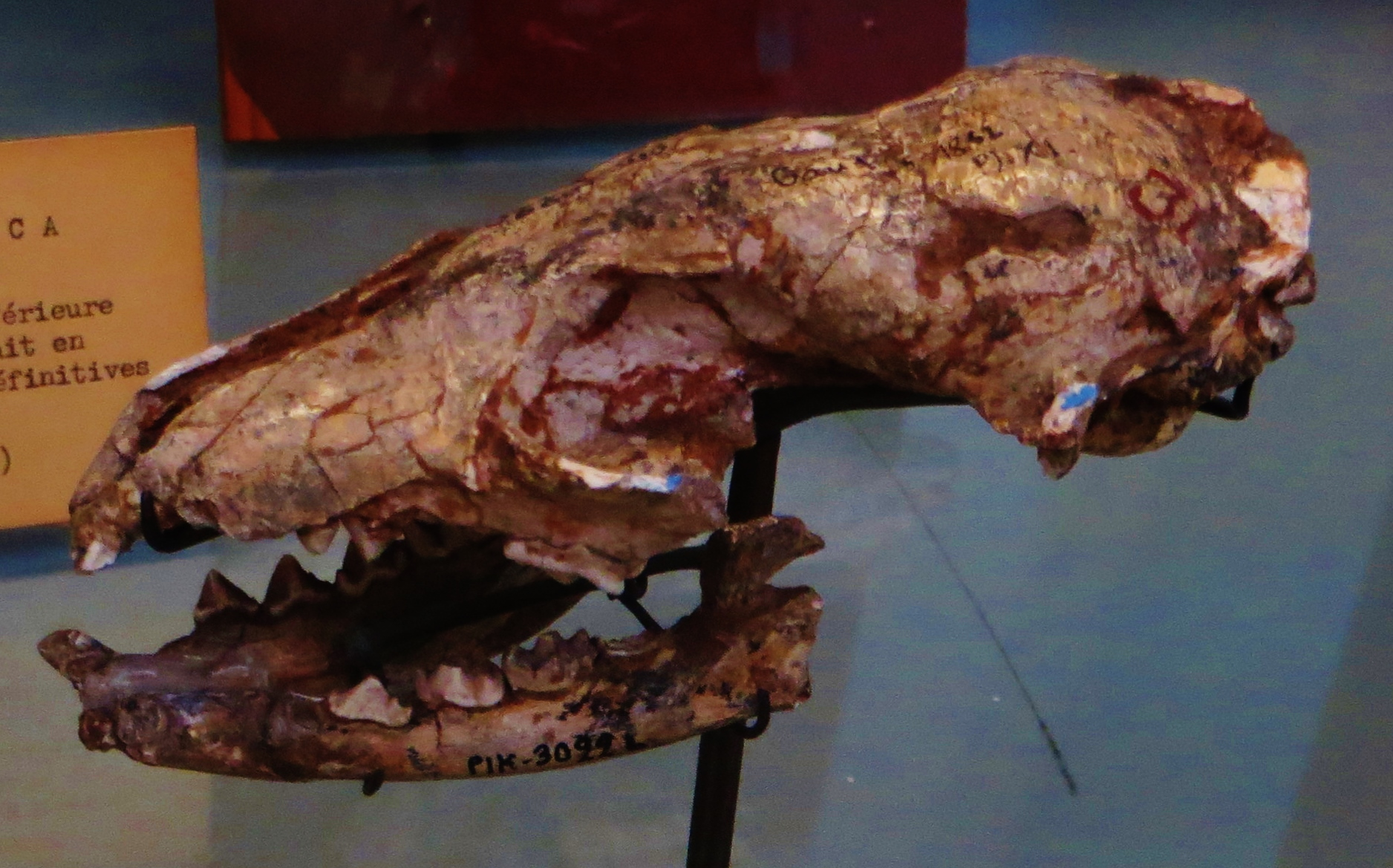
Cranio e mandibola di Plioviverrops orbignyi

Secondo alcuni studi (Werdelin e Solounias, 1996) Plioviverrops potrebbe essere vicino all'origine dell'attuale protele crestato, l'unico ienide insettivoro, molto più piccolo delle altre iene viventi. Se così fosse, l'origine del protele dovrebbe essere avvenuta circa 20 milioni di anni fa, ben prima la differenziazione delle altre specie di iene attuali.

## Paleoecologia

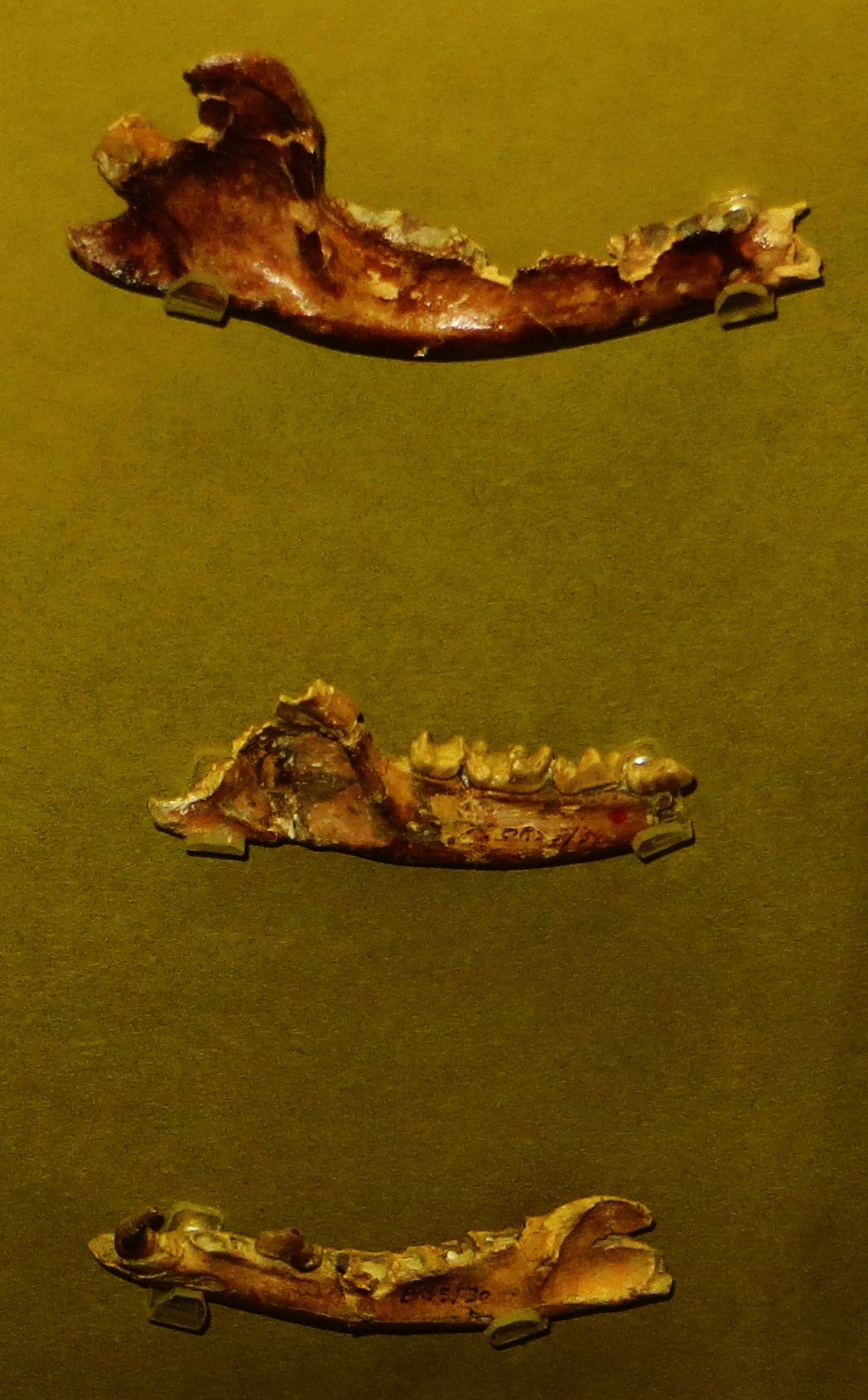
Mandibole di Plioviverrops faventinus

Plioviverrops possedeva caratteristiche della dentatura che indicano una probabile dieta insettivora, come quella dell'odierno protele. È possibile, però, che si cibasse anche di vertebrati di piccole dimensioni, analogamente a un altro ienide primitivo, Protictitherium. La postura digitigrada e la conformazione degli arti indicano che Plioviverrops era un animale principalmente terrestre, al contrario di Protictitherium che potrebbe essere stato arboricolo.